# Энергетика Новгородской области
Энергетика Новгородской области — сектор экономики региона, обеспечивающий производство, транспортировку и сбыт электрической и тепловой энергии. По состоянию на начало 2021 года, на территории Новгородской области эксплуатировались пять тепловых электростанций общей мощностью 440 МВт. В 2020 году они выработали 2003 млн кВт·ч электроэнергии.

## История
Первая небольшая электростанция в Новгороде была построена при городской типографии в 1895 году. Помимо типографии, станция обеспечивала электроэнергией здание дворянского собрания и несколько уличных фонарей. Мелкие электростанции устанавливали и частные лица, одна из таких станций, построенная арендатором бани и владельцем кинотеатра мещанином Алексеевым, использовалась с 1914 года и для уличного освещения. К 1919 году в Новгороде работало 16 мелких электростанций, из них крупнейшими были электростанции «Пролетарий» (бывшая Алексеевска), водного транспорта (бывшая судоремонтных мастерских Забелина) и водопровода.
Постепенно развивалась и электрификация в других городах региона, а также в сельской местности. К 1920 году на территории современной Новгородской области имелось 70 небольших электростанций общей мощностью 6125 кВт, построенных в дореволюционное время. В 1927 году по инициативе местной артели кустарей-вязальщиков была пущена Боровновская ГЭС мощностью 375 кВт и годовой выработкой 1,2 млн кВт·ч, проработавшая до начала 2000-х годов. К концу 1930 года в регионе были возведены десять небольших электростанций, обеспечивавших электроэнергией мельницы, артели, лесопильные рамы и одиннадцать деревень. В 1936 году была введена в эксплуатацию Валдайская ГЭС мощностью 150 кВт, позволившая обеспечить электроэнергией 18 колхозов.
В 1940 году для энергоснабжения перспективного Тихвинского алюминиевого завода было начато строительство каскада ГЭС на реке Мсте — Боровичской (48 МВт), Ивановской (14 МВт) и Чернецкой (14 МВт). С началом Великой Отечественной войны строительство этих гидроэлектростанций было прекращено и более не возобновлялось. В послевоенные годы началась активная электрификация сельской местности, первоначально путём строительства небольших местных электростанций — дизельных и малых ГЭС. В 1950 году на территории Новгородской области эксплуатировалось 429 электростанций, в 1955 году их количество возросло до 733. За этот же период выработка электроэнергии увеличилась с 157,2 до 229,6 млн кВт·ч. В дальнейшем, по мере подключения сельских районов к централизованному энергоснабжению, малоэффективные мелкие электростанции постепенно выводились из эксплуатации, этот процесс был завершён к 1970 году.
В 1961 году была введена в эксплуатацию ведомственная ТЭЦ Боровичского комбината огнеупоров. В 1964 году в составе Ленэнерго было образовано предприятие «Новгородские электрические сети». В том же году было начато строительство ТЭЦ-20 Ленэнерго (ныне — Новгородской ТЭЦ), крупнейшей электростанции региона. Первый турбоагрегат станции был пущен в 1968 году, а в 1970 году сооружение станции было завершено и она достигла проектной мощности 190 МВт.
В 1986 году энергосистема Новгородской области была выделена из Ленэнерго с образованием производственного объединения энергетики и электрификации «Новгородэнерго». В 2005 году была пущена газотурбинная ТЭЦ авиаремонтного завода в Старой Руссе, в 2009 году — Лужская ГТ ТЭЦ мощностью 36 МВт в Великом Новгороде. В 2012 году Новгородская ТЭЦ увеличила мощность до 361 МВт за счет ввода в эксплуатацию парогазовой установки, образованной путём надстройки существующего паротурбинного оборудования газотурбинной установкой и котлом-утилизатором. В 2017 году была пущена ТЭЦ Акрон мощностью 15 МВт. Перспективы энергетики региона связаны с возможным восстановлением ранее остановленных малых ГЭС — Белебёлковской (450 кВт), Боровновской (500 кВт), Обреченской (450 кВт), Починковской (840 кВт) и Шумилоборской (900 кВт), а также возведением солнечных электростанций.

## Генерация электроэнергии
По состоянию на начало 2021 года, на территории Новгородской области эксплуатировались пять тепловых электростанций общей мощностью 440 МВт — Новгородская ТЭЦ, Лужская ГТ ТЭЦ, ТЭЦ БКО, ГТ ТЭЦ «123АРЗ», ТЭЦ Акрон. Особенностью энергосистемы региона является доминирование одной станции, Новгородской ТЭЦ, на которую приходится более 80 % общей мощности всех электростанций.

### Новгородская ТЭЦ
Расположена в г. Великий Новгород, на площадке предприятия по производству минеральных удобрений (ПАО «Акрон»), обеспечивая его теплоснабжение (основная часть тепловой нагрузки выдаётся в паре). Теплоэлектроцентраль смешанной конструкции, включает в себя паротурбинную и парогазовую части, в качестве топлива использует природный газ (преимущественно) и каменный уголь. Крупнейшая электростанция региона. Турбоагрегаты станции введены в эксплуатацию в 1968—2012 годах. Установленная электрическая мощность станции — 361 МВт, тепловая мощность — 488 Гкал/час. Оборудование паротурбинной части станции включает в себя два турбоагрегата мощностью 60 МВт и 80 МВт, а также четыре котлоагрегата, одни из которых находится в консервации. Парогазовая часть включает в себя газотурбинную установку мощностью 168 МВт, котёл-утилизатор и паротурбинную установку мощностью 53 МВт. Принадлежит ПАО «ТГК-2».

### Лужская ГТ ТЭЦ
Расположена в г. Великий Новгород. Газотурбинная теплоэлектроцентраль (ГТУ-ТЭЦ), в качестве топлива использует природный газ. Турбоагрегаты станции введены в эксплуатацию в 2009 году. Установленная электрическая мощность станции — 36 МВт, тепловая мощность — 80 Гкал/час (фактически теплоснабжение не производит). Оборудование станции включает в себя четыре газотурбинные установки, мощностью по 9 МВт, и четыре котла-утилизатора. Принадлежит АО «ГТ Энерго».

### ТЭЦ БКО
Расположена в г. Боровичи, обеспечивает энергоснабжение комбината огнеупоров (блок-станция), также является одним из источников теплоснабжения города. Паротурбинная теплоэлектроцентраль, в качестве топлива использует природный газ. Турбоагрегаты станции введены в эксплуатацию в 1961—2006 годах. Установленная электрическая мощность станции — 20,5 МВт. Оборудование станции включает в себя четыре турбоагрегата, один из которых имеет мощность 2,5 МВт и три — по 6 МВт, а также четыре котлоагрегата. Принадлежит АО «Боровичский комбинат огнеупоров».

### ГТ ТЭЦ «123АРЗ»
Расположена в г. Старая Русса, обеспечивает энергоснабжение авиаремонтного завода (блок-станция), к энергосистеме не подключена. Газотурбинная теплоэлектроцентраль (ГТУ-ТЭЦ), в качестве топлива использует природный газ. Турбоагрегаты станции введены в эксплуатацию в 2005 году. Установленная электрическая мощность станции — 7,5 МВт, тепловая мощность — 6,1 Гкал/час. Оборудование станции включает в себя три газотурбинные установки, мощностью по 2,5 МВт, и три котла-утилизатора. Принадлежит АО «123 АРЗ».

### ТЭЦ Акрон
Расположена в г. Великий Новгород, обеспечивает энергоснабжение предприятия по производству минеральных удобрений (блок-станция). Паротурбинная теплоэлектроцентраль, в качестве топлива использует природный газ. Введена в эксплуатацию в 2017 году. Установленная электрическая мощность станции — 15 МВт. Оборудование станции включает в себя один турбоагрегат и один котлоагрегат. Принадлежит ПАО «Акрон».

## Потребление электроэнергии
Потребление электроэнергии в Новгородской области (с учётом потребления на собственные нужды электростанций и потерь в сетях) в 2020 году составило 4327 млн кВт·ч, максимум нагрузки — 656 МВт. Таким образом, Новгородская область является энергодефицитным регионом, дефицит восполняется за счёт перетоков из соседних региональных энергосистем. В структуре потребления электроэнергии в регионе доля промышленности составляет около 30 %, потребление населения — 17 %. Крупнейшие потребители электроэнергии (по итогам 2020 года): ПАО «Акрон» — 797 млн кВт·ч, ООО «Балтнефтепровод» — 196 млн кВт·ч, АО «БКО» — 153 млн кВт·ч. Функции гарантирующего поставщика электроэнергии выполняет ООО «ТНС энерго Великий Новгород».

## Электросетевой комплекс
Энергосистема Новгородской области входит в ЕЭС России, являясь частью Объединённой энергосистемы Северо-Запада, находится в операционной зоне филиала АО «СО ЕЭС» — «Региональное диспетчерское управление энергосистем Новгородской и Псковской областей» (Новгородское РДУ). Энергосистема региона связана с энергосистемами Псковской области по одной ВЛ 330 кВ и двум ВЛ 110 кВ, Ленинградской области по двум ВЛ 330 кВ, семи ВЛ 110 кВ и трём ВЛ 35 кВ, Вологодской области по одной ВЛ 35 кВ, Тверской области по одной ВЛ 330 кВ, четырём ВЛ 110 кВ, одной ВЛ 35 кВ, восьми ВЛ 10 кВ и четырём ВЛ 6 кВ.
Общая протяженность линий электропередачи напряжением 35—750 кВ составляет 5839,2 км, в том числе линий электропередачи напряжением 750 кВ — 193,2 км, 330 кВ — 616,9 км, 110 кВ — 3436,4 км, 35 кВ — 1582,7 км. Магистральные линии электропередачи напряжением 750—330 кВ эксплуатируются филиалом ПАО «ФСК ЕЭС» — «Новгородское ПМЭС», распределительные сети напряжением 110 кВ и ниже — Новгородским филиалом ПАО «МРСК Северо-Запада» (в основном) и территориальными сетевыми организациями, крупнейшей из которых является АО «Новгородоблэлектро».